# أندرو ميلر (لاعب كرة قاعدة)
أندرو ميلر (بالإنجليزية: Andrew Miller) (و. 1985  م) هو لاعب كرة قاعدة، من الولايات المتحدة، ولد في غينزفيل، فلوريدا، يلعب كمرسل الكرة ‏.

## التعليم
تعلم في جامعة ولاية كارولينا الشمالية في تشابل هيل.

## روابط خارجية
- أندرو ميلر على موقع دوري كرة القاعدة الرئيسي (الإنجليزية)
- أندرو ميلر على موقعبيزبول رفرنس.كوم (الدوري الرئيسي) (الإنجليزية)
- أندرو ميلر على موقعبيزبول رفرنس.كوم (الدوري الثانوي) (الإنجليزية)
- أندرو ميلر على موقع إي إس بي إن.كوم (أم.أل.بي) (الإنجليزية)
- أندرو ميلر على موقع مشجعي الرسوم البيانية (الإنجليزية)